# Klaus Rifbjerg
Klaus Rifbjerg (Kopenhagen, 15 december 1931 – aldaar, 4 april 2015) was een Deense schrijver en dichter. Hij publiceerde meer dan 200 romans, dichtbundels, verhalenbundels, toneelstukken, filmscripts, hoorspelen, jeugdboeken en dagboeken. In 1966 ontving hij Det Danske Akademis Store Pris (de belangrijkste literatuurprijs in Denemarken) en sinds 2006 staat hij met de novellenbundel Og andre historier ("En andere verhalen") uit 1964 in de Deense literaire canon.
Rifbjerg was ook journalist en criticus. Samen met Villy Sørensen was hij van 1954 tot 1973 redacteur van het literair tijdschrift Vindrosen ("De windroos"), van 1959 tot 1971 schreef hij over literatuur, toneel en film in het landelijke dagblad Politiken en van 1984 tot 1991 was hij literair directeur van Gyldendal, de grootste zelfstandige uitgeverij van Denemarken.
Door zijn uitgebreide en gevarieerde oeuvre, zijn flexibele omgang met heersende stijlen en stromingen en zijn grote invloed op de literaire cultuur van zijn land geldt hij als een vooraanstaand vertegenwoordiger van het modernisme in de Deense literatuur van na de Tweede Wereldoorlog. Delen van zijn oeuvre zijn vertaald voor de Europese en Amerikaanse markt. Ook in het Nederlands verscheen een viertal romans. 

## Leven en werk

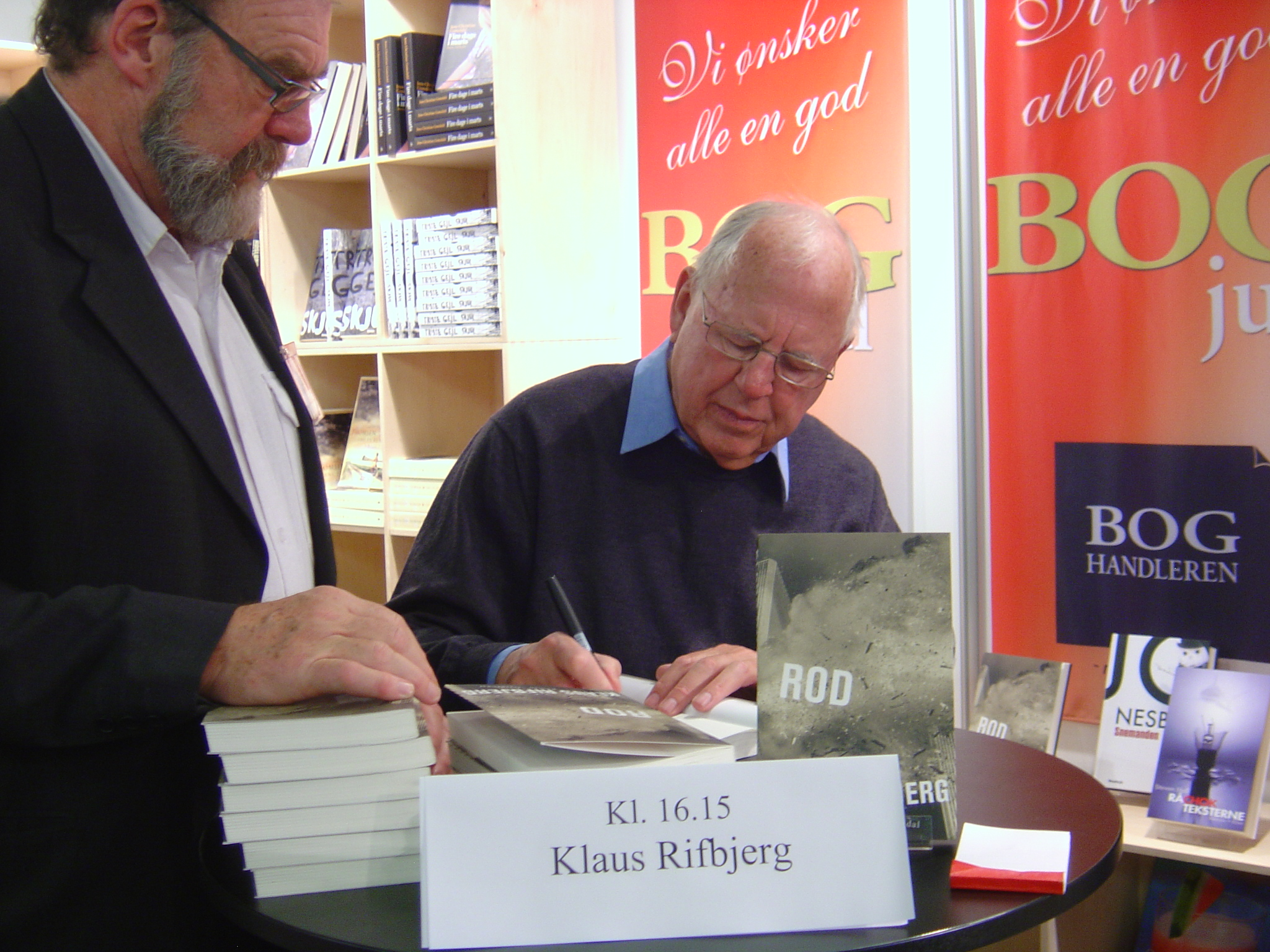
Rifbjerg signeert zijn roman Rod ("Wortel") in Forum København, 2008

Rifbjerg, in de volksmond Store Klaus ("Grote Klaus") genoemd, werd geboren in Kopenhagen. Hij groeide op als zoon van een lerarenechtpaar op het eiland Amager, dat deel is van de stad. Hij studeerde Engels en literatuur aan de Universiteit van Kopenhagen en bracht een jaar door aan Princeton University in New Jersey in de VS.
Hij debuteerde in 1956 met sensuele poëzie in de gedichtenbundel Under vejr med mig selv ("Met mezelf in de weer"). Zijn doorbraak als auteur kwam in 1958 met de roman Den kroniske uskyld ("De chronische onschuld"). Dit verhaal over een naïef jong stel, dat wordt vermorzeld door de volwassen wereld, werd een klassieker. Het werd verfilmd in 1985, geregisseerd door Edward Fleming.
Met Konfrontation (1960) en Camouflage (1961) initieerde Rifbjerg een nieuwe benadering van het moderne leven. Deze dichtbundels met complexe lyrische uitdrukkingsvormen vertegenwoordigden het confronterende modernisme van de jaren zestig. Met de collectie Amagerdigte ("Gedichten van Amager") sloeg hij in 1965 opnieuw een andere richting in door voorop te lopen in de 'nieuwe eenvoud' met een grote voorkeur voor 'het gewone'. Hij werd steeds experimenteler, met de roman Anna (jeg) Anna ("Anna (ik) Anna") uit 1969 als hoogtepunt. Hij zette zich sterk af tegen het werk van de populaire schrijfster en dichteres Tove Ditlevsen, die in feite een zelfde thematiek nastreefde als hij, maar geen interesse had in het literaire experiment als doel op zichzelf. Tegenover zijn laatdunkende houding jegens haar "achterhaalde traditionalisme" stelde zij dat het verschil tussen 'traditioneel' en 'modern' irrelevant is, omdat er alleen verschil bestaat tussen 'goede' en 'slechte' literatuur. 
In de jaren zeventig werd Rifbjergs werk losser qua reikwijdte en compositie, en ook humoristischer en sarcastischer. Veel van zijn hoofdpersonen eindigen in eenzaamheid, veroorzaakt door existentiële en psychologische problemen. Daarmee laat hij zien hoe het normale leven van de gemiddelde burger uit elkaar valt. Een van zijn hoofdthema's, vaak gebaseerd op gebeurtenissen uit zijn eigen jeugd, is de kindertijd. In zijn opvatting spelen problemen in de jeugd een essentiële rol, zodat het kind in staat gesteld wordt de eigen identiteit te bepalen. In Septembersang (1988) krijgt zijn lyriek een melancholieke toon. Werken van na 2000 baseerde hij vaak op historische gebeurtenissen als bron van inspiratie.
Op 4 april 2015 stierf Rifbjerg in Kopenhagen na een langdurige ziekte, 83 jaar oud. In heel Scandinavié werd hij herdacht, waarbij de nadruk werd gelegd op het vermogen om "zijn gevoeligheid uit te drukken op bedrukt papier" en "het geheugen te gebruiken als basis voor zijn uitdrukkingsvormen". Rifbjergs "volkomen ongebruikelijke ijver", die geresulteerd had in meer dan 200 boekpublicaties, werd gememoreerd, evenals zijn deelname aan het maatschappelijk debat als provocateur en "bestraffer" van machthebbers.

## Persoonlijk
Van 1955 tot zijn dood was Klaus Rifbjerg getrouwd met Inge Merete Gerner Andersen (1931-2016), bekend als de literair vertaalster Inge Rifbjerg. Aan haar werd in 1992 de Dansk Oversætterforbunds Ærespris (ereprijs van de Deense bond van vertalers) toegekend. Zij waren de ouders van vertaalster Lise Rifbjerg, journaliste Synne Rifbjerg en jazzdrummer Frands Rifbjerg. Vader en zoon maakten in 2003 met Carsten Dahl het jazzoratorium I den lille by ("In de kleine stad").

## Prijzen, eerbewijzen en stipendia
- 1966 Det Danske Akademis Store Pris (De Grote Prijs van de Deense Academie)
- 1967 De Gyldne Laurbær (prijs van de Deense boekhandelaren)
- 1967 Lidmaatschap van de Deense Academie
- 1970 Literatuurprijs van de Noordse Raad
- 1994 Oehlenschläger-legatet (het Adam Oehlenschläger-legaat)
- 1997 Herman Bangs Mindelegat (Herman Bang-herdenkingslegaat)
- 1999 Noordse prijs van de Zweedse Academie (bekend als de "kleine Nobelprijs")
- 2001 Modersmål-Prisen (De Moedertaalprijs)
- 2006 Opname van de verhalenbundel Og andre historier ("En andere verhalen") uit 1964 in de Deense literaire canon
- 2009 Rungstedlund-prijs
- 2013 Drachmannlegatet (het Drachmann-legaat)
- 2019 (postuum) Onthulling van het beeld Rifbjerg was here van René Schmidt op Amager

## Trivia
- Op 6 juli 1970 veroorzaakte Rifbjerg opschudding in Kopenhagen toen hij op Gammel Strand met een groepje medestanders wiet zat te roken op de trappen van het Ministerie van Cultuur, om te protesteren tegen de sluiting van een artistieke ontmoetingsplaats voor progressieve jongeren.
- Rifbjerg was ook culinair ondernemer, al stond hij niet zelf in de keuken. In 1976 opende hij met zijn vrouw Inge en het echtpaar Lene en Sven Grønlykke het gastronomisch restaurant Kong Hans Kælder in de Vingårdstræde in Kopenhagen. In 1983 kreeg het als eerste Deense restaurant een Michelinster.
- In het toneelstuk Toves værelse ("De kamer van Tove") van Jakob Weis uit 2016 (verfilmd in 2023 door Martin Zandvliet) komt het personage Klaus Rifbjerg voor. Als jonge schrijver raakt hij verzeild in een heftige confrontatie met het ruziënde echtpaar Victor Andreasen en Tove Ditlevsen.

## In Nederlandse vertaling
- De chronische onschuld (roman), vert. Jan F. de Zanger, Contact, Amsterdam, 1964 (Deens: Den kroniske uskyld, 1958).
- De operaminnaar (roman), vert. Jan F. de Zanger, Contact, Amsterdam, 1968 (Deens: Operaelskeren, 1966).
- Gonnie en Claes (roman), vert. Jan F. de Zanger, Contact, Amsterdam, 1970 (Deens: Lonni og Karl, 1968).
- Anna (ik) Anna (roman), vert. Jan F. de Zanger, Contact, Amsterdam, 1972 (Deens: Anna (jeg) Anna, 1969).
- Zes gedichten, vert. Annelies van Hees, De Tweede Ronde, jaargang 4, 1983, pp. 171-176.